# Sporophila nuttingi
Oryzoborus nuttingi é uma espécie de ave da família Emberizidae.
Pode ser encontrada nos seguintes países: Costa Rica, Nicarágua e Panamá.
Os seus habitats naturais são: matagal húmido tropical ou subtropical, pântanos e florestas secundárias altamente degradadas.